# Bảng giá trị thế điện cực chuẩn
Các giá trị trong bảng thế điện cực chuẩn bên dưới được tính theo đơn vị volt so với giá trị của điện cực chuẩn hydro. Các nguồn tham khảo bao gồm chú thích:

Các giá trị đo trong điều kiện: 
- Nhiệt độ chuẩn là 298,15 K (25 °C);
- Nồng độ chuẩn là 1 mol/L áp dụng cho tất cả các dung dịch lỏng hoặc là hỗn hống với thủy ngân.
- Áp suất riêng phần là 101,325 kPa (tuyệt đối) (1 atm & 1,01325 bar) với các chất khí. Áp suất này được sử dụng vì tính phổ biến của nó trong nhiều tài liệu từ xưa đến nay hơn là áp suất chuẩn 100 kPa.
- Thống nhất độ hoạt động với các chất rắn, lỏng tinh khiết hoặc dung môi nước tinh khiết.

Bảng được trình bày theo thứ tự A-Z khi bạn nhấp vào biểu tượng trên thanh ngang. Để sắp xếp theo cách khác thì hãy nhấn các biểu tượng kế bên. Cách sắp xếp tự động này không được hỗ trợ trên trình duyệt web Safari (tính đến phiên bản 3.1.2); tải lại trang nàyđể phục hồi nguyên bản.
Ký hiệu: (r) – rắn; (l) – lỏng; (k) – khí; (dd) – dung dịch (mặc định hiểu cho tất cả các pin); (Hg) – hỗn hống.

## Giá trị
Chú thích: (s) – rắn; (l) – lỏng; (g) – khí; (aq) – dung dịch; (Hg) – hỗn hống; bold – phương trình phân ly nước.
| Nguyên tố | Bán phản ứng                      | Bán phản ứng | Bán phản ứng            | E° / V   | Electron | Tham khảo          |
| Nguyên tố | Chất oxy hóa                      | ⇌            | Chất khử                | E° / V   | Electron | Tham khảo          |
| --------- | --------------------------------- | ------------ | ----------------------- | -------- | -------- | ------------------ |
| &         | -9                                |              |                         |          |          |                    |
| Zz        | 9                                 |              |                         |          |          |                    |
| Sr        | Sr+ + e−                          | ⇌            | Sr(s)                   | -4.101   | 1        | [ 7 ]              |
| Ca        | Ca+ + e−                          | ⇌            | Ca(s)                   | -3.8     | 1        | [ 7 ]              |
| Th        | Th4+ + e−                         | ⇌            | Th3+                    | -3.6     | 1        | [ 8 ]              |
| Pr        | Pr3+ + e−                         | ⇌            | Pr2+                    | -3.1     | 1        | [ 7 ]              |
| N         | 3N 2(g) + 2 H+ + 2 e−             | ⇌            | 2HN 3(aq)               | -3.09    | 2        | [ 3 ] [ 9 ]        |
| Li        | Li+ + e−                          | ⇌            | Li(s)                   | -3.0401  | 1        | [ 9 ] [ 10 ]       |
| N         | N 2(g) + 4 H2O + 2 e−             | ⇌            | 2NH 2OH(aq) + 2 OH−     | -3.04    | 2        | [ 3 ]              |
| Cs        | Cs+ + e−                          | ⇌            | Cs(s)                   | -3.026   | 1        | [ 9 ]              |
| Ca        | Ca(OH) 2 + 2 e−                   | ⇌            | Ca(s) + 2 OH−           | -3.02    | 2        | [ 7 ]              |
| Er        | Er3+ + e−                         | ⇌            | Er2+                    | -3       | 1        | [ 7 ]              |
| Ba        | Ba(OH) 2 + 2 e−                   | ⇌            | Ba(s) + 2 OH−           | -2.99    | 2        | [ 7 ]              |
| Rb        | Rb+ + e−                          | ⇌            | Rb(s)                   | -2.98    | 1        | [ 9 ]              |
| K         | K+ + e−                           | ⇌            | K(s)                    | -2.931   | 1        | [ 9 ]              |
| Ba        | Ba2+ + 2 e−                       | ⇌            | Ba(s)                   | -2.912   | 2        | [ 9 ]              |
| La        | La(OH) 3(s) + 3 e−                | ⇌            | La(s) + 3 OH−           | -2.9     | 3        | [ 9 ]              |
| Fr        | Fr+ + e−                          | ⇌            | Fr(s)                   | -2.9     | 1        | [ 7 ]              |
| Sr        | Sr2+ + 2 e−                       | ⇌            | Sr(s)                   | -2.899   | 2        | [ 9 ]              |
| Sr        | Sr(OH) 2 + 2 e−                   | ⇌            | Sr(s) + 2 OH−           | -2.88    | 2        | [ 7 ]              |
| Ca        | Ca2+ + 2 e−                       | ⇌            | Ca(s)                   | -2.868   | 2        | [ 9 ] [ 10 ]       |
| Li        | Li+ + C 6(s) + e−                 | ⇌            | LiC 6(s)                | -2.84    | 1        | [ 9 ]              |
| Eu        | Eu2+ + 2 e−                       | ⇌            | Eu(s)                   | -2.812   | 2        | [ 9 ]              |
| Ra        | Ra2+ + 2 e−                       | ⇌            | Ra(s)                   | -2.8     | 2        | [ 9 ]              |
| Ho        | Ho3+ + e−                         | ⇌            | Ho2+                    | -2.8     | 1        | [ 7 ]              |
| Bk        | Bk3+ + e−                         | ⇌            | Bk2+                    | -2.8     | 1        | [ 7 ]              |
| Yb        | Yb2+ + 2 e−                       | ⇌            | Yb(s)                   | -2.76    | 2        | [ 7 ]              |
| Na        | Na+ + e−                          | ⇌            | Na(s)                   | -2.71    | 1        | [ 6 ] [ 9 ]        |
| Mg        | Mg+ + e−                          | ⇌            | Mg(s)                   | -2.7     | 1        | [ 7 ]              |
| Nd        | Nd3+ + e−                         | ⇌            | Nd2+                    | -2.7     | 1        | [ 7 ]              |
| Mg        | Mg(OH) 2 + 2 e−                   | ⇌            | Mg(s) + 2 OH−           | -2.69    | 2        | [ 7 ]              |
| Sm        | Sm2+ + 2 e−                       | ⇌            | Sm(s)                   | -2.68    | 2        | [ 7 ]              |
| Be        | Be 2O2− 3 + 3 H2O + 4 e−          | ⇌            | 2Be(s) + 6 OH−          | -2.63    | 4        | [ 7 ]              |
| Pm        | Pm3+ + e−                         | ⇌            | Pm2+                    | -2.6     | 1        | [ 7 ]              |
| Dy        | Dy3+ + e−                         | ⇌            | Dy2+                    | -2.6     | 1        | [ 7 ]              |
| No        | No2+ + 2 e−                       | ⇌            | No                      | -2.5     | 2        | [ 7 ]              |
| Hf        | HfO(OH) 2 + H2O + 4 e−            | ⇌            | Hf(s) + 4 OH−           | -2.5     | 4        | [ 7 ]              |
| Th        | Th(OH) 4 + 4 e−                   | ⇌            | Th(s) + 4 OH−           | -2.48    | 4        | [ 7 ]              |
| Md        | Md2+ + 2 e−                       | ⇌            | Md                      | -2.4     | 2        | [ 7 ]              |
| Tm        | Tm2+ + 2 e−                       | ⇌            | Tm(s)                   | -2.4     | 2        | [ 7 ]              |
| La        | La3+ + 3 e−                       | ⇌            | La(s)                   | -2.379   | 3        | [ 9 ]              |
| Y         | Y3+ + 3 e−                        | ⇌            | Y(s)                    | -2.372   | 3        | [ 9 ]              |
| Mg        | Mg2+ + 2 e−                       | ⇌            | Mg(s)                   | -2.372   | 2        | [ 9 ]              |
| Zr        | ZrO(OH) 2(s) + H2O + 4 e−         | ⇌            | Zr(s) + 4 OH−           | -2.36    | 4        | [ 9 ]              |
| Pr        | Pr3+ + 3 e−                       | ⇌            | Pr(s)                   | -2.353   | 3        | [ 7 ]              |
| Ce        | Ce3+ + 3 e−                       | ⇌            | Ce(s)                   | -2.336   | 3        | [ 7 ]              |
| Er        | Er3+ + 3 e−                       | ⇌            | Er(s)                   | -2.331   | 3        | [ 7 ]              |
| Ho        | Ho3+ + 3 e−                       | ⇌            | Ho(s)                   | -2.33    | 3        | [ 7 ]              |
| Al        | H 2AlO− 3 + H2O + 3 e−            | ⇌            | Al(s) + 4 OH−           | -2.33    | 3        | [ 7 ]              |
| Nd        | Nd3+ + 3 e−                       | ⇌            | Nd(s)                   | -2.323   | 3        | [ 7 ]              |
| Tm        | Tm3+ + 3 e−                       | ⇌            | Tm(s)                   | -2.319   | 3        | [ 7 ]              |
| Al        | Al(OH) 3(s) + 3 e−                | ⇌            | Al(s) + 3 OH−           | -2.31    | 3        |                    |
| Sm        | Sm3+ + 3 e−                       | ⇌            | Sm(s)                   | -2.304   | 3        | [ 7 ]              |
| Fm        | Fm2+ + 2 e−                       | ⇌            | Fm                      | -2.3     | 2        | [ 7 ]              |
| Am        | Am3+ + e−                         | ⇌            | Am2+                    | -2.3     | 1        | [ 7 ]              |
| Dy        | Dy3+ + 3 e−                       | ⇌            | Dy(s)                   | -2.295   | 3        | [ 7 ]              |
| Lu        | Lu3+ + 3 e−                       | ⇌            | Lu(s)                   | -2.28    | 3        | [ 7 ]              |
| Tb        | Tb3+ + 3 e−                       | ⇌            | Tb(s)                   | -2.28    | 3        | [ 7 ]              |
| Gd        | Gd3+ + 3 e−                       | ⇌            | Gd(s)                   | -2.279   | 3        | [ 7 ]              |
| H         | H 2(g) + 2 e−                     | ⇌            | 2H−                     | -2.23    | 2        | [ 7 ]              |
| Es        | Es2+ + 2 e−                       | ⇌            | Es(s)                   | -2.23    | 2        | [ 7 ]              |
| Pm        | Pm2+ + 2 e−                       | ⇌            | Pm(s)                   | -2.2     | 2        | [ 7 ]              |
| Tm        | Tm3+ + e−                         | ⇌            | Tm2+                    | -2.2     | 1        | [ 7 ]              |
| Dy        | Dy2+ + 2 e−                       | ⇌            | Dy(s)                   | -2.2     | 2        | [ 7 ]              |
| Ac        | Ac3+ + 3 e−                       | ⇌            | Ac(s)                   | -2.2     | 3        | [ 7 ]              |
| Yb        | Yb3+ + 3 e−                       | ⇌            | Yb(s)                   | -2.19    | 3        | [ 7 ]              |
| Cf        | Cf2+ + 2 e−                       | ⇌            | Cf(s)                   | -2.12    | 2        | [ 7 ]              |
| Nd        | Nd2+ + 2 e−                       | ⇌            | Nd(s)                   | -2.1     | 2        | [ 7 ]              |
| Ho        | Ho2+ + 2 e−                       | ⇌            | Ho(s)                   | -2.1     | 2        | [ 7 ]              |
| Sc        | Sc3+ + 3 e−                       | ⇌            | Sc(s)                   | -2.077   | 3        | [ 11 ]             |
| Al        | AlF3− 6 + 3 e−                    | ⇌            | Al(s) + 6F−             | -2.069   | 3        | [ 7 ]              |
| Am        | Am3+ + 3 e−                       | ⇌            | Am(s)                   | -2.048   | 3        | [ 7 ]              |
| Cm        | Cm3+ + 3 e−                       | ⇌            | Cm(s)                   | -2.04    | 3        | [ 7 ]              |
| Pu        | Pu3+ + 3 e−                       | ⇌            | Pu(s)                   | -2.031   | 3        | [ 7 ]              |
| Pr        | Pr2+ + 2 e−                       | ⇌            | Pr(s)                   | -2       | 2        | [ 7 ]              |
| Er        | Er2+ + 2 e−                       | ⇌            | Er(s)                   | -2       | 2        | [ 7 ]              |
| Eu        | Eu3+ + 3 e−                       | ⇌            | Eu(s)                   | -1.991   | 3        | [ 7 ]              |
| Lr        | Lr3+ + 3 e−                       | ⇌            | Lr                      | -1.96    | 3        | [ 7 ]              |
| Cf        | Cf3+ + 3 e−                       | ⇌            | Cf(s)                   | -1.94    | 3        | [ 7 ]              |
| Es        | Es3+ + 3 e−                       | ⇌            | Es(s)                   | -1.91    | 3        | [ 7 ]              |
| Pa        | Pa4+ + e−                         | ⇌            | Pa3+                    | -1.9     | 1        | [ 7 ]              |
| Am        | Am2+ + 2 e−                       | ⇌            | Am(s)                   | -1.9     | 2        | [ 7 ]              |
| Th        | Th4+ + 4 e−                       | ⇌            | Th(s)                   | -1.899   | 4        | [ 7 ]              |
| Fm        | Fm3+ + 3 e−                       | ⇌            | Fm                      | -1.89    | 3        | [ 7 ]              |
| Np        | Np3+ + 3 e−                       | ⇌            | Np(s)                   | -1.856   | 3        | [ 7 ]              |
| Be        | Be2+ + 2 e−                       | ⇌            | Be(s)                   | -1.847   | 2        | [ 7 ]              |
| P         | H 2PO− 2 + e−                     | ⇌            | P(s) + 2 OH−            | -1.82    | 1        | [ 7 ]              |
| U         | U3+ + 3 e−                        | ⇌            | U(s)                    | -1.798   | 3        | [ 7 ]              |
| Sr        | Sr2+ + 2 e−                       | ⇌            | Sr(Hg)                  | -1.793   | 2        | [ 7 ]              |
| B         | H 2BO− 3 + H2O + 3 e−             | ⇌            | B(s) + 4 OH−            | -1.79    | 3        | [ 7 ]              |
| Th        | ThO 2 + 4 H+ + 4 e−               | ⇌            | Th(s) + 2 H2O           | -1.789   | 4        | [ 7 ]              |
| Hf        | HfO2+ + 2 H+ + 4 e−               | ⇌            | Hf(s) + H2O             | -1.724   | 4        | [ 7 ]              |
| P         | HPO2− 3 + 2 H2O + 3 e−            | ⇌            | P(s) + 5 OH−            | -1.71    | 3        | [ 7 ]              |
| Si        | SiO2− 3 + 3 H2O + 4 e−            | ⇌            | Si(s) + 6 OH−           | -1.697   | 4        | [ 7 ]              |
| Al        | Al3+ + 3 e−                       | ⇌            | Al(s)                   | -1.662   | 3        | [ 7 ]              |
| Ti        | Ti2+ + 2 e−                       | ⇌            | Ti(s)                   | -1.63    | 2        | [ 6 ]              |
| Zr        | ZrO 2(s) + 4 H+ + 4 e−            | ⇌            | Zr(s) + 2 H2O           | -1.553   | 4        | [ 2 ]              |
| Zr        | Zr4+ + 4 e−                       | ⇌            | Zr(s)                   | -1.45    | 4        | [ 2 ]              |
| Ti        | Ti3+ + 3 e−                       | ⇌            | Ti(s)                   | -1.37    | 3        | [ 12 ]             |
| Ti        | TiO(s) + 2 H+ + 2 e−              | ⇌            | Ti(s) + H2O             | -1.31    | 2        |                    |
| Ti        | Ti 2O 3(s) + 2 H+ + 2 e−          | ⇌            | 2TiO(s) + H2O           | -1.23    | 2        |                    |
| Zn        | Zn(OH)2− 4 + 2 e−                 | ⇌            | Zn(s) + 4 OH−           | -1.199   | 2        | [ 2 ]              |
| Mn        | Mn2+ + 2 e−                       | ⇌            | Mn(s)                   | -1.185   | 2        | [ 2 ]              |
| Fe        | Fe(CN)4− 6 + 6 H+ + 2 e−          | ⇌            | Fe(s) + 6HCN(aq)        | -1.16    | 2        | [ 13 ]             |
| Te        | Te(s) + 2 e−                      | ⇌            | Te2−                    | -1.143   | 2        | [ 1 ]              |
| V         | V2+ + 2 e−                        | ⇌            | V(s)                    | -1.13    | 2        | [ 1 ]              |
| Nb        | Nb3+ + 3 e−                       | ⇌            | Nb(s)                   | -1.099   | 3        |                    |
| Sn        | Sn(s) + 4 H+ + 4 e−               | ⇌            | SnH 4(g)                | -1.07    | 4        |                    |
| Ti        | TiO2+ + 2 H+ + 4 e−               | ⇌            | Ti(s) + H2O             | -0.93    | 4        |                    |
| Si        | SiO 2(s) + 4 H+ + 4 e−            | ⇌            | Si(s) + 2 H2O           | -0.91    | 4        |                    |
| B         | B(OH) 3(aq) + 3 H+ + 3 e−         | ⇌            | B(s) + 3 H2O            | -0.89    | 3        |                    |
| Fe        | Fe(OH) 2(s) + 2 e−                | ⇌            | Fe(s) + 2 OH−           | -0.89    | 2        | [ 13 ]             |
| Fe        | Fe 2O 3(s) + 3 H2O + 2 e−         | ⇌            | 2Fe(OH) 2(s) + 2 OH−    | -0.86    | 2        | [ 13 ]             |
| H         | 2 H2O + 2 e−                      | ⇌            | H 2(g) + 2 OH−          | -0.8277  | 2        | [ 2 ]              |
| Bi        | Bi(s) + 3 H+ + 3 e−               | ⇌            | BiH 3                   | -0.8     | 3        | [ 2 ]              |
| Zn        | Zn2+ + 2 e−                       | ⇌            | Zn(Hg)                  | -0.7628  | 2        | [ 2 ]              |
| Zn        | Zn2+ + 2 e−                       | ⇌            | Zn(s)                   | -0.7618  | 2        | [ 2 ]              |
| Ta        | Ta 2O 5(s) + 10 H+ + 10 e−        | ⇌            | 2Ta(s) + 5 H2O          | -0.75    | 10       |                    |
| Cr        | Cr3+ + 3 e−                       | ⇌            | Cr(s)                   | -0.74    | 3        |                    |
| Ni        | Ni(OH) 2(s) + 2 e−                | ⇌            | Ni(s) + 2 OH−           | -0.72    | 2        | [ 7 ]              |
| Ag        | Ag 2S(s) + 2 e−                   | ⇌            | 2Ag(s) + S2− (aq)       | -0.69    | 2        |                    |
| Au        | [Au(CN) 2]− + e−                  | ⇌            | Au(s) + 2CN−            | -0.6     | 1        |                    |
| Ta        | Ta3+ + 3 e−                       | ⇌            | Ta(s)                   | -0.6     | 3        |                    |
| Pb        | PbO(s) + H2O + 2 e−               | ⇌            | Pb(s) + 2 OH−           | -0.58    | 2        |                    |
| Ti        | 2TiO 2(s) + 2 H+ + 2 e−           | ⇌            | Ti 2O 3(s) + H2O        | -0.56    | 2        |                    |
| Ga        | Ga3+ + 3 e−                       | ⇌            | Ga(s)                   | -0.53    | 3        |                    |
| U         | U4+ + e−                          | ⇌            | U3+                     | -0.52    | 1        | [ 4 ]              |
| P         | H 3PO 2(aq) + H+ + e−             | ⇌            | P(white) + 2 H2O        | -0.508   | 1        | [ 2 ]              |
| P         | H 3PO 3(aq) + 2 H+ + 2 e−         | ⇌            | H 3PO 2(aq) + H2O       | -0.499   | 2        | [ 2 ]              |
| Ni        | NiO 2(s) + 2Bản mẫu:H2O-nl + 2 e− | ⇌            | Ni(OH) 2(s) + 2 OH−     | -0.49    | 2        | [ 7 ]              |
| P         | H 3PO 3(aq) + 3 H+ + 3 e−         | ⇌            | P(red) + 3 H2O          | -0.454   | 3        | [ 2 ]              |
| Cu        | Cu(CN)− 2 + e−                    | ⇌            | Cu(s) + 2CN−            | -0.44    | 1        | [ 1 ]              |
| Fe        | Fe2+ + 2 e−                       | ⇌            | Fe(s)                   | -0.44    | 2        | [ 6 ]              |
| C         | 2CO 2(g) + 2 H+ + 2 e−            | ⇌            | HOOCCOOH(aq)            | -0.43    | 2        |                    |
| Cr        | Cr3+ + e−                         | ⇌            | Cr2+                    | -0.42    | 1        |                    |
| Cd        | Cd2+ + 2 e−                       | ⇌            | Cd(s)                   | -0.4     | 2        | [ 6 ]              |
| Ge        | GeO 2(s) + 2 H+ + 2 e−            | ⇌            | GeO(s) + H2O            | -0.37    | 2        |                    |
| Cu        | Cu 2O(s) + H2O + 2 e−             | ⇌            | 2Cu(s) + 2 OH−          | -0.36    | 2        | [ 2 ]              |
| Pb        | PbSO 4(s) + 2 e−                  | ⇌            | Pb(s) + SO2− 4          | -0.3588  | 2        | [ 2 ]              |
| Pb        | PbSO 4(s) + 2 e−                  | ⇌            | Pb(Hg) + SO2− 4         | -0.3505  | 2        | [ 2 ]              |
| Eu        | Eu3+ + e−                         | ⇌            | Eu2+                    | -0.35    | 1        | [ 4 ]              |
| In        | In3+ + 3 e−                       | ⇌            | In(s)                   | -0.34    | 3        | [ 1 ]              |
| Tl        | Tl+ + e−                          | ⇌            | Tl(s)                   | -0.34    | 1        | [ 1 ]              |
| Ge        | Ge(s) + 4 H+ + 4 e−               | ⇌            | GeH 4(g)                | -0.29    | 4        |                    |
| Co        | Co2+ + 2 e−                       | ⇌            | Co(s)                   | -0.28    | 2        | [ 2 ]              |
| P         | H 3PO 4(aq) + 2 H+ + 2 e−         | ⇌            | H 3PO 3(aq) + H2O       | -0.276   | 2        | [ 2 ]              |
| V         | V3+ + e−                          | ⇌            | V2+                     | -0.26    | 1        | [ 6 ]              |
| Ni        | Ni2+ + 2 e−                       | ⇌            | Ni(s)                   | -0.25    | 2        |                    |
| As        | As(s) + 3 H+ + 3 e−               | ⇌            | AsH 3(g)                | -0.23    | 3        | [ 1 ]              |
| Ag        | AgI(s) + e−                       | ⇌            | Ag(s) + I−              | -0.15224 | 1        | [ 2 ]              |
| Mo        | MoO 2(s) + 4 H+ + 4 e−            | ⇌            | Mo(s) + 2 H2O           | -0.15    | 4        |                    |
| Si        | Si(s) + 4 H+ + 4 e−               | ⇌            | SiH 4(g)                | -0.14    | 4        |                    |
| Sn        | Sn2+ + 2 e−                       | ⇌            | Sn(s)                   | -0.13    | 2        |                    |
| O         | O 2(g) + H+ + e−                  | ⇌            | HO• 2(aq)               | -0.13    | 1        |                    |
| Pb        | Pb2+ + 2 e−                       | ⇌            | Pb(s)                   | -0.126   | 2        | [ 6 ]              |
| W         | WO 2(s) + 4 H+ + 4 e−             | ⇌            | W(s) + 2 H2O            | -0.12    | 4        |                    |
| P         | P(red) + 3 H+ + 3 e−              | ⇌            | PH 3(g)                 | -0.111   | 3        | [ 2 ]              |
| C         | CO 2(g) + 2 H+ + 2 e−             | ⇌            | HCOOH(aq)               | -0.11    | 2        |                    |
| Se        | Se(s) + 2 H+ + 2 e−               | ⇌            | H 2Se(g)                | -0.11    | 2        |                    |
| C         | CO 2(g) + 2 H+ + 2 e−             | ⇌            | CO(g) + H2O             | -0.11    | 2        |                    |
| Cu        | Cu(NH 3)+ 2 + e−                  | ⇌            | Cu(s) + 2NH 3(aq)       | -0.1     | 1        | [ 1 ]              |
| Sn        | SnO(s) + 2 H+ + 2 e−              | ⇌            | Sn(s) + H2O             | -0.1     | 2        |                    |
| Sn        | SnO 2(s) + 2 H+ + 2 e−            | ⇌            | SnO(s) + H2O            | -0.09    | 2        |                    |
| W         | WO 3(aq) + 6 H+ + 6 e−            | ⇌            | W(s) + 3 H2O            | -0.09    | 6        | [ 1 ]              |
| Fe        | Fe 3O 4(s) + 8 H+ + 8 e−          | ⇌            | 3Fe(s) + 4 H2O          | -0.085   | 8        | [ 5 ]              |
| P         | P(white) + 3 H+ + 3 e−            | ⇌            | PH 3(g)                 | -0.063   | 3        | [ 2 ]              |
| Fe        | Fe3+ + 3 e−                       | ⇌            | Fe(s)                   | -0.04    | 3        | [ 13 ]             |
| C         | HCOOH(aq) + 2 H+ + 2 e−           | ⇌            | HCHO(aq) + H2O          | -0.03    | 2        |                    |
| H         | 2 H+ + 2 e−                       | ⇌            | H 2(g)                  | 0        | 2        |                    |
| Ag        | AgBr(s) + e−                      | ⇌            | Ag(s) + Br−             | 0.07133  | 1        | [ 2 ]              |
| S         | S 4O2− 6 + 2 e−                   | ⇌            | 2S 2O2− 3               | 0.08     | 2        |                    |
| N         | N 2(g) + 2 H2O + 6 H+ + 6 e−      | ⇌            | 2NH 4OH(aq)             | 0.092    | 6        |                    |
| Hg        | HgO(s) + H2O + 2 e−               | ⇌            | Hg(l) + 2 OH−           | 0.0977   | 2        |                    |
| Cu        | Cu(NH 3)2+ 4 + e−                 | ⇌            | Cu(NH 3)+ 2 + 2NH 3(aq) | 0.1      | 1        | [ 1 ]              |
| Ru        | Ru(NH 3)3+ 6 + e−                 | ⇌            | Ru(NH 3)2+ 6            | 0.1      | 1        | [ 4 ]              |
| N         | N 2H 4(aq) + 4 H2O + 2 e−         | ⇌            | 2NH+ 4 + 4 OH−          | 0.11     | 2        | [ 3 ]              |
| Mo        | H 2MoO 4(aq) + 6 H+ + 6 e−        | ⇌            | Mo(s) + 4 H2O           | 0.11     | 6        |                    |
| Ge        | Ge4+ + 4 e−                       | ⇌            | Ge(s)                   | 0.12     | 4        |                    |
| C         | C(s) + 4 H+ + 4 e−                | ⇌            | CH 4(g)                 | 0.13     | 4        | [ 1 ]              |
| C         | HCHO(aq) + 2 H+ + 2 e−            | ⇌            | CH 3OH(aq)              | 0.13     | 2        |                    |
| S         | S(s) + 2 H+ + 2 e−                | ⇌            | H 2S(g)                 | 0.14     | 2        |                    |
| Sn        | Sn4+ + 2 e−                       | ⇌            | Sn2+                    | 0.15     | 2        |                    |
| Cu        | Cu2+ + e−                         | ⇌            | Cu+                     | 0.159    | 1        | [ 1 ]              |
| S         | HSO− 4 + 3 H+ + 2 e−              | ⇌            | SO 2(aq) + 2 H2O        | 0.16     | 2        |                    |
| U         | UO2+ 2 + e−                       | ⇌            | UO+ 2                   | 0.163    | 1        | [ 4 ]              |
| S         | SO2− 4 + 4 H+ + 2 e−              | ⇌            | SO 2(aq) + 2 H2O        | 0.17     | 2        |                    |
| Ti        | TiO2+ + 2 H+ + e−                 | ⇌            | Ti3+ + H2O              | 0.19     | 1        |                    |
| Sb        | SbO+ + 2 H+ + 3 e−                | ⇌            | Sb(s) + H2O             | 0.2      | 3        |                    |
| Fe        | 3Fe 2O 3(s) + 2 H+ + 2 e−         | ⇌            | 2Fe 3O 4(s) + H2O       | 0.22     | 2        | [ 14 ] :p.100      |
| Ag        | AgCl(s) + e−                      | ⇌            | Ag(s) + Cl−             | 0.22233  | 1        | [ 2 ]              |
| As        | H 3AsO 3(aq) + 3 H+ + 3 e−        | ⇌            | As(s) + 3 H2O           | 0.24     | 3        |                    |
| Ru        | Ru3+ (aq) + e−                    | ⇌            | Ru2+ (aq)               | 0.249    | 1        | [ 15 ]             |
| Ge        | GeO(s) + 2 H+ + 2 e−              | ⇌            | Ge(s) + H2O             | 0.26     | 2        |                    |
| U         | UO+ 2 + 4 H+ + e−                 | ⇌            | U4+ + 2 H2O             | 0.273    | 1        | [ 4 ]              |
| Re        | Re3+ + 3 e−                       | ⇌            | Re(s)                   | 0.3      | 3        |                    |
| Bi        | Bi3+ + 3 e−                       | ⇌            | Bi(s)                   | 0.308    | 3        | [ 2 ]              |
| Cu        | Cu2+ + 2 e−                       | ⇌            | Cu(s)                   | 0.337    | 2        | [ 1 ]              |
| V         | [VO]2+ + 2 H+ + e−                | ⇌            | V3+ + H2O               | 0.34     | 1        |                    |
| Fe        | [Fe(CN) 6]3− + e−                 | ⇌            | [Fe(CN) 6]4−            | 0.3704   | 1        | [ 16 ]             |
| Fe        | Fc+ + e−                          | ⇌            | Fc(s)                   | 0.4      | 1        | [ 17 ]             |
| O         | O 2(g) + 2 H2O + 4 e−             | ⇌            | 4 OH−(aq)               | 0.401    | 4        | [ 6 ]              |
| Mo        | H 2MoO 4 + 6 H+ + 3 e−            | ⇌            | Mo3+ + 4 H2O            | 0.43     | 3        |                    |
| Ru        | Ru2+ (aq) + 2 e−                  | ⇌            | Ru                      | 0.455    | 2        | [ 15 ]             |
| C         | CH 3OH(aq) + 2 H+ + 2 e−          | ⇌            | CH 4(g) + H2O           | 0.5      | 2        |                    |
| S         | SO 2(aq) + 4 H+ + 4 e−            | ⇌            | S(s) + 2 H2O            | 0.5      | 4        |                    |
| Cu        | Cu+ + e−                          | ⇌            | Cu(s)                   | 0.52     | 1        | [ 1 ]              |
| C         | CO(g) + 2 H+ + 2 e−               | ⇌            | C(s) + H2O              | 0.52     | 2        |                    |
| I         | I− 3 + 2 e−                       | ⇌            | 3I−                     | 0.53     | 2        | [ 6 ]              |
| I         | I 2(s) + 2 e−                     | ⇌            | 2I−                     | 0.54     | 2        | [ 6 ]              |
| Au        | [AuI 4]− + 3 e−                   | ⇌            | Au(s) + 4I−             | 0.56     | 3        |                    |
| As        | H 3AsO 4(aq) + 2 H+ + 2 e−        | ⇌            | H 3AsO 3(aq) + H2O      | 0.56     | 2        |                    |
| Au        | [AuI 2]− + e−                     | ⇌            | Au(s) + 2I−             | 0.58     | 1        |                    |
| Mn        | MnO− 4 + 2 H2O + 3 e−             | ⇌            | MnO 2(s) + 4 OH−        | 0.595    | 3        | [ 7 ]              |
| S         | S 2O2− 3 + 6 H+ + 4 e−            | ⇌            | 2S(s) + 3 H2O           | 0.6      | 4        |                    |
| Mo        | H 2MoO 4(aq) + 2 H+ + 2 e−        | ⇌            | MoO 2(s) + 2 H2O        | 0.65     | 2        |                    |
| C         | + 2 H+ + 2 e−                     | ⇌            |                         | 0.6992   | 2        | [ 2 ]              |
| O         | O 2(g) + 2 H+ + 2 e−              | ⇌            | H 2O 2(aq)              | 0.7      | 2        |                    |
| Tl        | Tl3+ + 3 e−                       | ⇌            | Tl(s)                   | 0.72     | 3        |                    |
| Pt        | PtCl2− 6 + 2 e−                   | ⇌            | PtCl2− 4 + 2Cl−         | 0.726    | 2        | [ 4 ]              |
| Fe        | Fe 2O 3(s) + 6 H+ + 2 e−          | ⇌            | 2Fe2+ + 3 H2O           | 0.728    | 2        | [ 14 ] :p.100      |
| Se        | H 2SeO 3(aq) + 4 H+ + 4 e−        | ⇌            | Se(s) + 3 H2O           | 0.74     | 4        |                    |
| Pt        | PtCl2− 4 + 2 e−                   | ⇌            | Pt(s) + 4Cl−            | 0.758    | 2        | [ 4 ]              |
| Fe        | Fe3+ + e−                         | ⇌            | Fe2+                    | 0.77     | 1        |                    |
| Ag        | Ag+ + e−                          | ⇌            | Ag(s)                   | 0.7996   | 1        | [ 2 ]              |
| Hg        | Hg2+ 2 + 2 e−                     | ⇌            | 2Hg(l)                  | 0.8      | 2        |                    |
| N         | NO− 3(aq) + 2 H+ + e−             | ⇌            | NO 2(g) + H2O           | 0.8      | 1        |                    |
| Fe        | 2FeO2− 4 + 5 H2O + 6 e−           | ⇌            | Fe 2O 3(s) + 10 OH−     | 0.81     | 6        | [ 13 ]             |
| Au        | [AuBr 4]− + 3 e−                  | ⇌            | Au(s) + 4Br−            | 0.85     | 3        |                    |
| Hg        | Hg2+ + 2 e−                       | ⇌            | Hg(l)                   | 0.85     | 2        |                    |
| Ir        | [IrCl 6]2− + e−                   | ⇌            | [IrCl 6]3−              | 0.87     | 1        | [ 10 ]             |
| Mn        | MnO− 4 + H+ + e−                  | ⇌            | HMnO− 4                 | 0.9      | 1        |                    |
| Hg        | 2Hg2+ + 2 e−                      | ⇌            | Hg2+ 2                  | 0.91     | 2        | [ 1 ]              |
| Pd        | Pd2+ + 2 e−                       | ⇌            | Pd(s)                   | 0.915    | 2        | [ 4 ]              |
| Au        | [AuCl 4]− + 3 e−                  | ⇌            | Au(s) + 4Cl−            | 0.93     | 3        |                    |
| Mn        | MnO 2(s) + 4 H+ + e−              | ⇌            | Mn3+ + 2 H2O            | 0.95     | 1        |                    |
| N         | NO− 3(aq) + 4 H+ + 3 e−           | ⇌            | NO(g) + 2 H2O(l)        | 0.958    | 3        | [ 6 ]              |
| Au        | [AuBr 2]− + e−                    | ⇌            | Au(s) + 2Br−            | 0.96     | 1        |                    |
| Fe        | Fe 3O 4(s) + 8 H+ + 2 e−          | ⇌            | 3Fe2+ + 4 H2O           | 0.98     | 2        | [ 14 ] :p.100      |
| Xe        | [HXeO 6]3− + 2 H2O + 2 e−         | ⇌            | [HXeO 4]− + 4 OH−       | 0.99     | 2        | [ 18 ]             |
| V         | [VO 2]+ (aq) + 2 H+ + e−          | ⇌            | [VO]2+ (aq) + H2O       | 1        | 1        | [ 19 ]             |
| Te        | H 6TeO 6(aq) + 2 H+ + 2 e−        | ⇌            | TeO 2(s) + 4 H2O        | 1.02     | 2        | [ 19 ]             |
| Br        | Br 2(l) + 2 e−                    | ⇌            | 2Br−                    | 1.066    | 2        | [ 2 ]              |
| Br        | Br 2(aq) + 2 e−                   | ⇌            | 2Br−                    | 1.0873   | 2        | [ 2 ]              |
| Ru        | RuO 2 + 4 H+ + 2 e−               | ⇌            | Ru2+ (aq) + 2 H2O       | 1.120    | 2        | [ 15 ]             |
| Cu        | Cu2+ + 2CN− + e−                  | ⇌            | Cu(CN)− 2               | 1.12     | 1        | [ 1 ]              |
| I         | IO− 3 + 5 H+ + 4 e−               | ⇌            | HIO(aq) + 2 H2O         | 1.13     | 4        |                    |
| Au        | [AuCl 2]− + e−                    | ⇌            | Au(s) + 2Cl−            | 1.15     | 1        |                    |
| Se        | HSeO− 4 + 3 H+ + 2 e−             | ⇌            | H 2SeO 3(aq) + H2O      | 1.15     | 2        |                    |
| Ag        | Ag 2O(s) + 2 H+ + 2 e−            | ⇌            | 2Ag(s) + H2O            | 1.17     | 2        |                    |
| Cl        | ClO− 3 + 2 H+ + e−                | ⇌            | ClO 2(g) + H2O          | 1.18     | 1        |                    |
| Xe        | [HXeO 6]3− + 5 H2O + 8 e−         | ⇌            | Xe(g) + 11 OH−          | 1.18     | 8        | [ 18 ]             |
| Pt        | Pt2+ + 2 e−                       | ⇌            | Pt(s)                   | 1.188    | 2        | [ 4 ]              |
| Cl        | ClO 2(g) + H+ + e−                | ⇌            | HClO 2(aq)              | 1.19     | 1        |                    |
| I         | 2IO− 3 + 12 H+ + 10 e−            | ⇌            | I 2(s) + 6 H2O          | 1.2      | 10       |                    |
| Cl        | ClO− 4 + 2 H+ + 2 e−              | ⇌            | ClO− 3 + H2O            | 1.2      | 2        |                    |
| Mn        | MnO 2(s) + 4 H+ + 2 e−            | ⇌            | Mn2+ + 2 H2O            | 1.224    | 2        | [ 2 ]              |
| O         | O 2(g) + 4 H+ + 4 e−              | ⇌            | 2 H2O                   | 1.229    | 4        | [ 6 ]              |
| Ru        | [Ru(bipy) 3]3+ + e−               | ⇌            | [Ru(bipy) 3]2+          | 1.24     | 1        | [ 7 ]              |
| Xe        | [HXeO 4]− + 3 H2O + 6 e−          | ⇌            | Xe(g) + 7 OH−           | 1.24     | 6        | [ 18 ]             |
| Tl        | Tl3+ + 2 e−                       | ⇌            | Tl+                     | 1.25     | 2        |                    |
| Cr        | Cr 2O2− 7 + 14 H+ + 6 e−          | ⇌            | 2Cr3+ + 7 H2O           | 1.33     | 6        |                    |
| Cl        | Cl 2(g) + 2 e−                    | ⇌            | 2Cl−                    | 1.36     | 2        | [ 6 ]              |
| Ru        | RuO− 4(aq) + 8 H+ + 5 e−          | ⇌            | Ru2+ (aq) + 4 H2O       | 1.368    | 5        | [ 15 ]             |
| Ru        | RuO 4 + 4 H+ + 4 e−               | ⇌            | RuO 2 + 2 H2O           | 1.387    | 4        | [ 15 ]             |
| Co        | CoO 2(s) + 4 H+ + e−              | ⇌            | Co3+ + 2 H2O            | 1.42     | 1        |                    |
| N         | 2NH 3OH+ + H+ + 2 e−              | ⇌            | N 2H+ 5 + 2 H2O         | 1.42     | 2        | [ 3 ]              |
| I         | 2HIO(aq) + 2 H+ + 2 e−            | ⇌            | I 2(s) + 2 H2O          | 1.44     | 2        |                    |
| Br        | BrO− 3 + 5 H+ + 4 e−              | ⇌            | HBrO(aq) + 2 H2O        | 1.45     | 4        |                    |
| Pb        | β-PbO 2(s) + 4 H+ + 2 e−          | ⇌            | Pb2+ + 2 H2O            | 1.46     | 2        | [ 1 ]              |
| Pb        | α-PbO 2(s) + 4 H+ + 2 e−          | ⇌            | Pb2+ + 2 H2O            | 1.468    | 2        | [ 1 ]              |
| Br        | 2BrO− 3 + 12 H+ + 10 e−           | ⇌            | Br 2(l) + 6 H2O         | 1.48     | 10       |                    |
| Cl        | 2ClO− 3 + 12 H+ + 10 e−           | ⇌            | Cl 2(g) + 6 H2O         | 1.49     | 10       |                    |
| Cl        | HClO(aq) + H+ + 2 e−              | ⇌            | Cl− (aq) + H2O          | 1.49     | 2        | [ 7 ]              |
| Mn        | MnO− 4 + 8 H+ + 5 e−              | ⇌            | Mn2+ + 4 H2O            | 1.51     | 5        |                    |
| O         | HO• 2 + H+ + e−                   | ⇌            | H 2O 2(aq)              | 1.51     | 1        |                    |
| Au        | Au3+ + 3 e−                       | ⇌            | Au(s)                   | 1.52     | 3        |                    |
| Ru        | RuO2− 4(aq) + 8 H+ + 4 e−         | ⇌            | Ru2+ (aq) + 4 H2O       | 1.563    | 4        | [ 15 ]             |
| Ni        | NiO 2(s) + 2 H+ + 2 e−            | ⇌            | Ni2+ + 2 OH−            | 1.59     | 2        |                    |
| Ce        | Ce4+ + e−                         | ⇌            | Ce3+                    | 1.61     | 1        |                    |
| Cl        | 2HClO(aq) + 2 H+ + 2 e−           | ⇌            | Cl 2(g) + 2 H2O         | 1.63     | 2        |                    |
| Ag        | Ag 2O 3(s) + 6 H+ + 4 e−          | ⇌            | 2Ag+ + 3 H2O            | 1.67     | 4        |                    |
| Cl        | HClO 2(aq) + 2 H+ + 2 e−          | ⇌            | HClO(aq) + H2O          | 1.67     | 2        |                    |
| Pb        | Pb4+ + 2 e−                       | ⇌            | Pb2+                    | 1.69     | 2        | [ 1 ]              |
| Mn        | MnO− 4 + 4 H+ + 3 e−              | ⇌            | MnO 2(s) + 2 H2O        | 1.7      | 3        |                    |
| Ag        | AgO(s) + 2 H+ + e−                | ⇌            | Ag+ + H2O               | 1.77     | 1        |                    |
| O         | H 2O 2(aq) + 2 H+ + 2 e−          | ⇌            | 2 H2O                   | 1.78     | 2        |                    |
| Co        | Co3+ + e−                         | ⇌            | Co2+                    | 1.82     | 1        |                    |
| Au        | Au+ + e−                          | ⇌            | Au(s)                   | 1.83     | 1        | [ 1 ]              |
| Br        | BrO− 4 + 2 H+ + 2 e−              | ⇌            | BrO− 3 + H2O            | 1.85     | 2        |                    |
| Ag        | Ag2+ + e−                         | ⇌            | Ag+                     | 1.98     | 1        | [ 1 ]              |
| O         | S 2O2− 8 + 2 e−                   | ⇌            | 2SO2− 4                 | 2.01     | 2        | [ 2 ]              |
| O         | O 3(g) + 2 H+ + 2 e−              | ⇌            | O 2(g) + H2O            | 2.075    | 2        | [ 4 ]              |
| Mn        | HMnO− 4 + 3 H+ + 2 e−             | ⇌            | MnO 2(s) + 2 H2O        | 2.09     | 2        |                    |
| Xe        | XeO 3(aq) + 6 H+ + 6 e−           | ⇌            | Xe(g) + 3 H2O           | 2.12     | 6        | [ 18 ]             |
| Xe        | H 4XeO 6(aq) + 8 H+ + 8 e−        | ⇌            | Xe(g) + 6 H2O           | 2.18     | 8        | [ 18 ]             |
| Fe        | FeO2− 4 + 8 H+ + 3 e−             | ⇌            | Fe3+ + 4 H2O            | 2.2      | 3        | [ 20 ]             |
| Xe        | XeF 2(aq) + 2 H+ + 2 e−           | ⇌            | Xe(g) + 2HF(aq)         | 2.32     | 2        | [ 18 ]             |
| Xe        | H 4XeO 6(aq) + 2 H+ + 2 e−        | ⇌            | XeO 3(aq) + 3 H2O       | 2.42     | 2        | [ 18 ]             |
| F         | F 2(g) + 2 e−                     | ⇌            | 2F−                     | 2.87     | 2        | [ 1 ] [ 6 ] [ 10 ] |
| F         | F 2(g) + 2 H+ + 2 e−              | ⇌            | 2HF(aq)                 | 3.05     | 2        | [ 1 ]              |
| Tb        | Tb4+ + e–                         | ⇌            | Tb3+                    | 3.1      | 1        |                    |
| Pr        | Pr4+ + e–                         | ⇌            | Pr3+                    | 3.2      | 1        | [ 21 ]             |
| Kr        | KrF 2(aq) + 2 e−                  | ⇌            | Kr(g) + 2F− (aq)        | 3.27     | 2        | [ 22 ]             |

## Trong phản ứng phosphoryl hóa oxy hóa
Phản ứng phosphoryl hóa oxy hóa là phương thức để vật sống tạo ra năng lượng, và được điều khiển bởi sự khác nhau về thế điện cực trong một chuỗi các phản ứng.
Các giá trị sau tính ở pH = 7, đo dưới góc độ sinh học, nhưng sẽ có sai lệch so với các giá trị nêu ở bảng trên do điều kiện đo khác nhau.
| Respiratory enzyme      | Redox pair                       | Midpoint potential (Volts) |
| ----------------------- | -------------------------------- | -------------------------- |
| NADH dehydrogenase      | NAD+ / NADH                      | −0.32                      |
| Succinate dehydrogenase | FMN hoặc FAD / FMNH2 or FADH2    | −0.20                      |
| Cytochrome bc1 complex  | Coenzyme Q10ox / Coenzyme Q10red | +0.06                      |
| Cytochrome bc1 complex  | Cytochrome box / Cytochrome bred | +0.12                      |
| Complex IV              | Cytochrome cox / Cytochrome cred | +0.22                      |
| Complex IV              | Cytochrome aox / Cytochrome ared | +0.29                      |
| Complex IV              | O2 / HO-                         | +0.82                      |